# Moulton (Northamptonshire)
Moulton – wieś w Anglii, w hrabstwie Northamptonshire, w dystrykcie (unitary authority) West Northamptonshire. Leży 7 km na północny wschód od miasta Northampton i 100 km na północny zachód od Londynu. W 2001 miejscowość liczyła 3388 mieszkańców.